# Ysby socken
Ysby socken i Halland ingick i Höks härad, ingår sedan 1974 i Laholms kommun i Hallands län och motsvarar från 2016 Ysby distrikt.
Socknens areal är 37,18 kvadratkilometer, varav 36,18 land. År 1995 fanns här 735 invånare. En del av tätorten Vallberga samt tätorten Ysby med sockenkyrkan Ysby kyrka ligger i socknen. 

## Administrativ historik
Ysby socken har medeltida ursprung.
Vid kommunreformen 1862 övergick socknens ansvar för de kyrkliga frågorna till Ysby församling och för de borgerliga frågorna till Ysby landskommun.  Denna senare inkorporerades 1952 i Ränneslövs landskommun som sedan 1974 uppgick i Laholms kommun. Församlingen uppgick 2002 i Ränneslöv-Ysby församling.
1 januari 2016 inrättades distriktet Ysby, med samma omfattning som församlingen hade 1999/2000.
Socknen har tillhört fögderier och domsagor enligt Höks härad. De indelta båtsmännen tillhörde Södra Hallands första båtsmanskompani.

## Geografi och natur
Ysby socken ligger söder om nedre Lagan. Socknen är en slättbygd i väster mer bergig skogsbygd i öster. De största insjöarna är Hjörneredssjön och Storesjö som båda delas med Ränneslövs socken.
Karsefors naturreservat som delas med Laholms socken ingår i EU-nätverket Natura 2000.

## Fornlämningar
Från stenåldern finns boplatser och från bronsåldern cirka 20 gravrösen.

## Namnet
Namnet (1393 Ösby) kommer från en by i kyrkans närhet. Förleden innehåller väderstrecket öst. Efterleden  är by, 'gård; by'.

## Befolkningsutveckling
| Befolkningsutvecklingen i Ysby socken 1750–1990                                                         | Befolkningsutvecklingen i Ysby socken 1750–1990 | Befolkningsutvecklingen i Ysby socken 1750–1990 | Befolkningsutvecklingen i Ysby socken 1750–1990 | Befolkningsutvecklingen i Ysby socken 1750–1990 |
| --- | ----------------------------------------------- | ----------------------------------------------- | ----------------------------------------------- | ----------------------------------------------- |
| |                                                 |                                                 |                                                 |                                                 |
| År |                                                 |                                                 | Folkmängd                                       |                                                 |
| 1750 | 1750                                            |                                                 | 330                                             |                                                 |
| 1760 | 1760                                            |                                                 | 345                                             |                                                 |
| 1769 | 1769                                            |                                                 | 366                                             |                                                 |
| 1780 | 1780                                            |                                                 | 384                                             |                                                 |
| 1790 | 1790                                            |                                                 | 353                                             |                                                 |
| 1800 | 1800                                            |                                                 | 396                                             |                                                 |
| 1810 | 1810                                            |                                                 | 374                                             |                                                 |
| 1820 | 1820                                            |                                                 | 462                                             |                                                 |
| 1830 | 1830                                            |                                                 | 586                                             |                                                 |
| 1840 | 1840                                            |                                                 | 659                                             |                                                 |
| 1850 | 1850                                            |                                                 | 771                                             |                                                 |
| 1860 | 1860                                            |                                                 | 973                                             |                                                 |
| 1870 | 1870                                            |                                                 | 1 003                                           |                                                 |
| 1880 | 1880                                            |                                                 | 1 038                                           |                                                 |
| 1890 | 1890                                            |                                                 | 1 008                                           |                                                 |
| 1900 | 1900                                            |                                                 | 963                                             |                                                 |
| 1910 | 1910                                            |                                                 | 978                                             |                                                 |
| 1920 | 1920                                            |                                                 | 929                                             |                                                 |
| 1930 | 1930                                            |                                                 | 984                                             |                                                 |
| 1940 | 1940                                            |                                                 | 927                                             |                                                 |
| 1950 | 1950                                            |                                                 | 905                                             |                                                 |
| 1960 | 1960                                            |                                                 | 811                                             |                                                 |
| 1970 | 1970                                            |                                                 | 707                                             |                                                 |
| 1980 | 1980                                            |                                                 | 670                                             |                                                 |
| 1990 | 1990                                            |                                                 | 718                                             |                                                 |
| Anm: Källor: Umeå universitet - Tabellverket 1749-1859, Demografiska databasen, CEDAR, Umeå universitet |                                                 |                                                 |                                                 |                                                 |